# Degna Djan
Degna Djan fue un emperador del Reino de Aksum durante los siglos IX o X. El historiador Paul B. Henze afirma que su nombre de trono era Anbasa Wedem, nombre que también llevaría su hijo mayor según la tradición. Su hijo menor fue Dil Na'od.
El historiador E. A. Wallis Budge proporciona un relato de una tradición según la cual, en su lecho de muerte, Degna Djan le pidió al Abuna Peter que eligiera a su sucesor entre sus dos hijos. Abuna Peter seleccionó a Dil Na'od, lo cual descontentó a Anbasa Wedem, quien según la leyenda, sobornó a un monje egipcio llamado Mennas para que viajara a Alejandría y convenciera al Patriarca de Alejandría de destituir a Abuna Peter. Mennas regresó con documentos falsificados que le permitieron proclamarse como el nuevo Abuna, y posteriormente consagró a Anbasa Wedem como rey. Los partidarios de Dil Na'od finalmente reunieron tropas y derrocaron a Anbasa Wedem. Al descubrir el engaño, el patriarca Cosmas excomulgó a Mennas, aunque este ya había fallecido.
El historiador Taddesse Tamrat menciona también la tradición de que Degna Djan dirigió expediciones militares hacia el sur, llegando hasta Ennarea, y promovió actividades misioneras en las tierras altas de Angot y la actual Amhara. Basándose en el Gadla de Tekle Haymanot, que sitúa a Degna Djan aproximadamente 18 generaciones, o entre 400 y 600 años, antes del santo (c. 1215), se ha sugerido que Degna Djan vivió en la primera mitad del siglo IX.
Taddesse Tamrat también menciona una tradición que lo sitúa como el último rey de Axum, en lugar de su hijo Dil Na'od, lo que marcaría el final de una era en la historia del reino axumita.